# Carme Jordi Nebot
Carme Jordi (Barcelona, 3 de maig de 1958) és una científica i astrofísica catalana.
Doctorada en Física per la Universitat de Barcelona, exerceix de professora del Departament d'Astronomia i Meteorologia d'aquesta universitat, i és membre de l'Institut de Ciències del Cosmos de la Universitat de Barcelona i de l'Institut d'Estudis Espacials de Catalunya (ICCUB).
El seu àmbit de recerca és la caracterització física d'estrelles i cúmuls estel·lars, basada en observacions des de la Terra i des de l'espai. Ha participat en missions espacials com Hipparcos i Integral, i actualment en el Projecte Gaia, de l'Agència Espacial Europea (ESA). És membre del Gaia Science Team, l'òrgan científic assessor de l'ESA per a aquesta missió.
Carme Jordi va participar, com a codirectora de tesi, en la primera determinació directa de la distància a la Galàxia d'Andròmeda, utilitzant estrelles binàries eclipsants (EBs, sigles en anglès). També ha participat en activitats de divulgació, activitats per a estudiants de primària i secundària i en aules per a la gent gran.

## Premis i reconeixements
Ha rebut el Premi Ciutat de Barcelona de 2013 de Ciències Experimentals i Tecnologia atorgat per l’Ajuntament de Barcelona a l'equip del projecte Gaia de l'Institut de Ciències del Cosmos (ICCUB-IEEC) de la Universitat de Barcelona. Carme Jordi va recollir el premi, juntament amb Jordi Torra, membre del mateix equip. També el Lancelot M. Berkeley - New York Community Trust Prize, l'any 2023. Com a membre de l’ICCUB, també ha rebut el reconeixement com a Unitat d’Excel·lència María de Maeztu (2015-2019), que atorga el Ministeri de Ciència, Innovació i Universitats i reconeix els millors centres i unitats, a escala internacional, pels resultats de la seva investigació; i com a garant (2021-2024).
Va ser escollida per participar en l'exposició «16 científiques catalanes» de l'Associació Catalana de Comunicació Científica (ACCC).
El juny del 2020 ingressà com a membre de la Secció de Ciències i Tecnologia de l'Institut d'Estudis Catalans.